# Henrike von Kuick
Henrike von Kuick (* 1985 in Potsdam, DDR; vereinzelt auch Henrike von Kuik) ist eine deutsche Schauspielerin und Synchronsprecherin.

## Leben
Nach dem Abitur nahm Henrike von Kuick Schauspielunterricht an einer privaten Schauspielschule in Berlin. Erste Rollen spielte sie 2007 unter anderem am Jungen Theater in Bremen. 2008 beendete sie ihre Schauspielausbildung an der Filmuniversität Babelsberg Konrad Wolf. Von 2008 bis 2010 gehörte sie dem Ensemble des Schauspiels in Leipzig an.
Henrike von Kuick wirkte seit 2006 in diversen Film- und Fernsehproduktionen mit.
Darunter befanden sich die Spielfilme Elf Onkel von Herbert Fritsch mit Alexander Khuon, Herbert Fritsch und Gitta Schweighöfer und Hans Weingartners Die Summe meiner einzelnen Teile mit Peter Schneider, Julia Jentsch und Eleonore Weisgerber. Zudem war sie als Darstellerin in Fernsehserien wie R. I. S. – Die Sprache der Toten, SOKO Wismar, SOKO Leipzig, Küstenwache und Notruf Hafenkante zu sehen. In dem Fernsehfilm Scherbenhaufen aus der Fernsehreihe Tatort stellte sie 2012 die junge Witwe Silvia Hummel dar.
Seit 2010 arbeitet von Kuick auch als Synchronsprecherin. 2015 lieh sie Darlene, gespielt von Carly Chaikin, in Mr. Robot ihre Stimme. In der zweiten Staffel wurde sie durch Josephine Schmidt ersetzt.
Ende 2022 erschien mit "Bang Bang Bali" der erste Roman von Henrike von Kuick im Berliner Verlag Periplaneta. Sie erzählt die Geschichte der jungen Schauspielerin Karo, die einen Film auf Bali dreht und allerlei Widrigkeiten erlebt.

## Filmografie (Auswahl)
- 2003: Hamlet X
- 2006: Dornröschen erwacht (Fernsehfilm)
- 2006: Schwimm, wenn du kannst (Kurzfilm)
- 2006: Die Kinder der Flucht (Fernsehdreiteiler, Teil Wolfskinder)
- 2007: R. I. S. – Die Sprache der Toten (Fernsehserie, Folge Puzzle)
- 2008: Hindernisse des Herzens (Fernsehfilm)
- 2008: Weltstadt
- 2010: Küstenwache (Fernsehserie, Folge Mörder ohne Gesicht)
- 2010: Elf Onkel
- 2007, 2011: SOKO Wismar (Fernsehserie, verschiedene Rollen, 2 Folgen)
- 2011: Unter Null (Kurzfilm)
- 2011: Die Summe meiner einzelnen Teile
- 2011: Tatort: Nasse Sachen (Fernsehreihe)
- 2011–2023: SOKO Leipzig (Fernsehserie, verschiedene Rollen, 3 Folgen)
- 2012: Am Himmel der Tag
- 2012: Tatort: Scherbenhaufen
- 2013: Nord Nord Mord: Clüver und die fremde Frau (Fernsehreihe)
- 2014: Die Hochzeit meiner Schwester (Fernsehfilm)
- 2014: Freiland
- 2014: Backpack
- 2015: Kommissarin Heller: Schattenriss (Fernsehreihe)
- 2016: Am Ende der Wald (Kurzfilm)
- 2016: Tatort: Du gehörst mir
- 2016, 2018: Der Kriminalist (Fernsehserie, verschiedene Rollen, 2 Folgen)
- 2018: Der Alte (Fernsehserie, Folge Heimattreu)
- 2018: SOKO 5113/SOKO München (Fernsehserie, Folge Rabaukenhaus)
- 2018: Notruf Hafenkante (Fernsehserie, Folge Die Sex-Party)
- 2018: Die defekte Katze
- 2021: SOKO Potsdam (Fernsehserie, Folge Tod in der Havel)
- 2021: Terra X: Ein Tag in Dresden 1946 (Fernsehreihe, eine Folge)
- 2022: WaPo Berlin (Fernsehserie, Folge Ein Fest für Lena)
- 2022: Eva Schatz (Fernsehserie, Folge Nichts geht mehr)
- 2022: Schabernack (Kurzfilm, Regie: Lili Zahavi)
- 2023: Einspruch, Schatz! – Unter Vätern (Fernsehreihe)

## Synchronrollen (Auswahl)
- 2015: Mr. Robot – Carly Chaikin als Darlene Anderson (Staffel 1)
- seit 2019: Date A Live – Midori Tsukimiya als Mii Fujibakama